# Isotes quadripunctata
Isotes quadripunctata es una especie de insecto coleóptero de la familia Chrysomelidae.
Fue descrita científicamente en 1891 por Charles Joseph Gahan.